# Фарафоново (Орловская область)
Фарафо́ново — деревня в Мценском районе Орловской области России. Входит в состав Аникановского сельского поселения.

## География
Деревня находится в северной части Орловской области, в лесостепной зоне, в пределах центральной части Среднерусской возвышенности, на расстоянии примерно 2 км (по прямой) к западу от города Мценск, административного центра района. Абсолютная высота — 230 м над уровнем моря.
Климат
Климат характеризуется как умеренно континентальный с умеренно морозной зимой и теплым, иногда жарким летом. Средняя многолетняя температура самого холодного месяца — января, составляет −9,4 °С, температура самого теплого +19 °С.
Часовой пояс
Деревня Фарафоново, как и вся Орловская область, находится в часовой зоне МСК (московское время). Смещение применяемого времени относительно UTC составляет +3:00.

## Население
| 2002 | 2010 |
| ---- | ---- |
| 234  | ↘183 |

Половой состав
По данным Всероссийской переписи населения 2010 года, в гендерной структуре населения мужчины составляли 50,3 %, женщины — соответственно 49,7 %.
Национальный состав
Согласно результатам переписи 2002 года, в национальной структуре населения русские составляли 100 % из 234 чел.

## Улицы
| - ул. Восточная, - ул. Раздольная, - ул. Садовая, | - ул. Цветочная, - ул. Центральная, - ул. Школьная. |

## Инфраструктура
В деревне действуют фельдшерско-акушерский пункт, дом культуры и библиотека.